# Josef Anton Nieder
Josef Anton (von) Nieder (* 16. Februar 1848 in Steinach; † 18. Februar 1906 in Stuttgart) war ein deutscher Politiker (Zentrum).

## Leben
Nach dem Abitur 1866 am Gymnasium Ehingen studierte Nieder von 1867 bis 1871 Rechtswissenschaften an der Eberhard Karls Universität Tübingen. Dort wurde er Mitglied der katholischen Studentenverbindung AV Guestfalia Tübingen. Nach dem Studium war er als Justizreferendar in Ravensburg tätig. 1874 wurde er Justizassessor und war später als Amtsrichter in Balingen und Neuenheim tätig.  1881 wurde er Landrichter in Schwäbisch Hall und 1890 Landgerichtsrat in Ellwangen. Ab 1898 war er Landgerichtsdirektor in Ellwangen.
Nieder war von 1895 bis 1906 für die Stadt Ellwangen Mitglied in der Zweiten Kammer des württembergischen Landtags.
Durch die Verleihung des Ehrenkreuzes des Ordens der Württembergischen Krone wurde er in den persönlichen Adelsstand erhoben.